# Хергиани, Нестор
Не́стор Хергиа́ни (груз. ნესტორ ხერგიანი, род. 20 июля 1975, Местиа, Самегрело — Земо-Сванети) — грузинский дзюдоист и самбист, серебряный призёр Олимпийских игр 2004 года, двукратный призёр чемпионатов мира по дзюдо, двукратный чемпион Европы (1998 и 2003) и семикратный бронзовый призёр чемпионатов Европы по дзюдо, чемпион и призёр чемпионатов Европы по самбо. Выступал в весовой категории до 60 кг.
На Олимпийских играх 2004 года 29-летний Хергиани дошёл до финала в категории до 60 кг, где уступил знаменитому японцу Тадахиро Номуре, который стал первым в истории дзюдо трёхкратным олимпийским чемпионом. После олимпийских игр выступал на соревнованиях по самбо.
В возрасте 34 лет представил Грузию на чемпионате мира 2009 года в Роттердаме. Стал пятым, уступив в схватке за бронзовую медаль.